# 台湾石松
台湾石松（学名：Lycopodium taiwanense），又名绿叶蔓石松，为石松科石松属下的一个种。

## 扩展阅读
- 維基物種上的相關：台湾石松